# Pirada
Pirada ist eine Kleinstadt im Nordosten Guinea-Bissaus mit 2512 Einwohnern (Stand 2009).
Der Ort ist Sitz des gleichnamigen Verwaltungssektors mit einer Fläche von 934 km² und 29.837 Einwohnern (Stand 2007).
Pirada liegt an der Grenze zum Senegal. Der Ort wird insbesondere durch die bunten Straßenstände überwiegend kleiner Einzelhändler geprägt, beflügelt vom Handel mit dem angrenzenden Nachbarland.

## Gliederung
Der Hauptort Pirada ist in zwei, mit Untergliederungen vier Stadtviertel (Bairros) gegliedert.
Der Sektor Pirada umfasst insgesamt 122 Ortschaften. Zu den wichtigsten gehören:
- Amado lai (706 Einwohner)
- Bajocunda (483 Einwohner)
- Bassecunda (675 Einwohner)
- Canjufa (1020 Einwohner in zwei Ortsteilen)
- Darsalame (796 Einwohner)
- Durubali (708 Einwohner)
- Pirada (2512 Einwohner in vier Ortsteilen)
- Sintchã Botche (1356 Einwohner in zwei Ortsteilen)
- Soncocunda (672 Einwohner)

Ferner birgt der Erdboden die Reste von Kansalá, der zerstörten Hauptstadt des Reiches Kaabu.

## Verkehr
Eine nichtasphaltierte Straße (Lehmpiste) führt von Diaobé-Kabendou an der Nationalstraße N 6 in Senegal über einen Grenzübergang nach Pirada und weiter zur Regionshauptstadt Gabú im Süden, zudem geht ein Abzweig nach Bajucunda in den östlichen Nachbarsektor Pitche.
Pirada verfügt über einen Flugplatz mit dem ICAO-Code GGPR.